# Вузлувата еритема
Вузлувата еритема (лат. erythema nodosum) — симптом деяких хвороб, запалення жирових клітин під шкірою, яке призводить до появи ніжних червоних вузликів, які найчастіше спостерігаються на обох гомілках. Вузлувата еритема зазвичай проходить спонтанно впродовж місяця. Зустрічається переважно у молодих людей 12-20 років, частіше у жінок, співвідношення їх до чоловіків становить 4:1. Хронічна або рецидивуюча вузлувата еритема зустрічається рідко.

## Означення
Вважається, що це глибокий алергічний васкуліт, якій проявляється болючими, щільними, гострозапальними вузликів величиною 1–3 см, які розташовуються переважно на гомілках, регресують без нагноєння та рубцювання, зі зміною забарвлення шкіри від червоного до буро-жовтого.
Виділяють гостру та хронічну форми вузлуватої еритеми.

## Причини
Найбільш поширеною причиною вузлуватої еритеми є стрептококова інфекція у дітей і стрептококова інфекція та саркоїдоз у дорослих. До 55 % випадків не мають чіткої причини. Вузлувата еритема не є окремим захворюванням. Це ознака якоїсь інфекційної хвороби, системного захворювання або чутливості до деяких ліків. Може виникати під час навіть нормального перебігу вагітності, найчастіше в другому триместрі. Повторні епізоди виникають під час наступних вагітностей або при застосуванні оральних контрацептивів.

### Інфекційні хвороби
- Стрептококові інфекції
- Туберкульоз
- Орнітоз
- Єрсиніоз кишковий
- Псевдотуберкульоз
- Кампілобактеріоз
- Хламідійна лімфогранульома
- Хвороба котячих подряпин
- Гістоплазмоз
- Кокцидіоідомікоз
- Інфекція, яку спричинює вірус Епштейна — Барр

### Автоімунні захворювання
- Запальне захворювання кишечнику (Inflammatory bowel disease[en])
- Синдром Бехчета
- Саркоїдоз
- Хвороба Крона

### Прийом ліків
- Омепразол
- Сульфаніламідні препарати
- Пеніцилін
- Препарати, які містять бром
- Вакцини проти гепатиту B

### Злоякісні новоутворення
- Негоджкінська лімфома
- Карциноїд
- Рак підшлункової залози

## Клінічні прояви
Часто вузлувата еритема починається з грипоподібних симптомів. Артралгія може виникати і передувати висипанню або з'являтися під час висипу. Після появи гарячки впродовж 1-2 днів з'являється болісний висип. Ураження починаються як червоні ніжні вузлики. Межі ураження погано визначені, а розміри коливаються від 2 до 6 см. Протягом першого тижня ураження стають напруженими, твердими та болючими; протягом другого тижня вони можуть стати флюктуаційними, як при абсцесі, але не нагноюватися і не виразкуватися. Окремі ураження тривають приблизно 2 тижні, але іноді нові ураження продовжують з'являтися протягом 3-6 тижнів. Біль в ногах і набряки гомілок можуть тривати тижнями.
Ураження частіше виникають на передній поверхні гомілки. Вони змінюють відтінок на другому тижні від яскраво-червоного до синюшного або сірувато-червоного. У міру розсмоктування поступово формується жовтуватий відтінок, нагадує синець. Це зникає через 1 або 2 тижні, оскільки поверхня шкіри лущиться.

## Діагностика
Вузлувата еритема є мультидисциплінарною проблемою, тому хворих консультують терапевт, ревматолог, отоларинголог, гінеколог та інші спеціалісти за необхідності.

## Лікування
У більшості пацієнтів вузлувата еритема є самообмеженим захворюванням і вимагає лише симптоматичного лікування за допомогою нестероїдних протизапальних препаратів, прохолодних вологих компресів. Кортикостероїди ефективні, але зрідка потрібні при самообмеженій хворобі.
Для правильного лікування потрібно виявлення осередків хронічної інфекції та супутньої патології. За можливості слід провести їхню санацію. Застосовуються антибіотики (бензилпеніцилін, амоксицилін, цефазолін, цефтріаксон тощо), нестероїдні протизапальні препарати (парацетамол, індометацин, диклофенак, піроксикам, напроксен, німесулід тощо). 
Дякі препарати, які використовуються для лікування вузлуватої еритеми, вважаються рідкісними причинами її в осіб із підвищеною чутливістю до препаратів.